# Idiocera (Idiocera) gunvorae
Idiocera (Idiocera) gunvorae is een tweevleugelige uit de familie steltmuggen (Limoniidae). De soort komt voor in het Afrotropisch gebied.